# 卡洛斯·芬莱
卡洛斯·胡安·芬莱（Carlos Juan Finlay，1833年12月3日－1915年8月20日），古巴医生和科学家，公认的黄热病研究先驱。

## 早期生活及教育情况
芬莱具有法国和苏格兰血统，他出生在古巴的卡马圭市，其本名原是“胡安·卡洛斯·芬莱·伊巴雷斯”。后来，他更名为“卡洛斯·胡安”。1853年，他入读美国宾西法尼亚州托马斯杰斐逊大学的杰斐逊医学院，并于1855年毕业后在哈瓦那、巴黎完成了学习。这之后，他定居哈瓦那并开展了医疗实践。

## 工作生涯及贡献
十八世纪七十年代，芬莱开始了他的工作，并在1900年时取得突出成果。他是第一个在1881年时论证蚊子是黄热病之媒介物的人：蚊子叮咬一个病人后还能不断地叮咬其他人，由此导致健康人被感染。一年之后，芬莱确认黑斑蚊属的蚊子是黄热病的传播者。随后，根据他的理论，他建议人们控制蚊子数量以制约疾病的扩散。

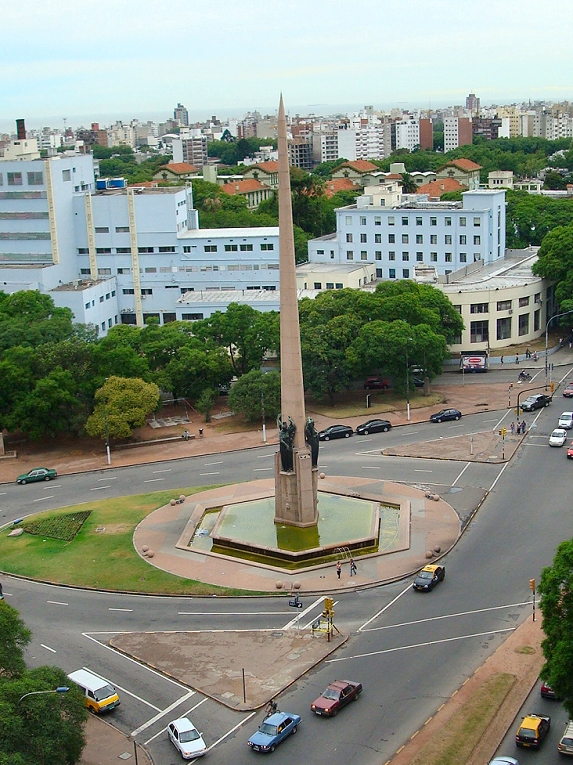
位于哈瓦那的芬莱纪念碑El Obelisco

20年后，即1900年，沃特·瑞德委员会（Walter Reed Commission）证实了芬莱的假设和他的详尽的证明。芬莱随后成为古巴的首席卫生官（1902年－1909年）。尽管瑞德医生因“打败”黄热病而在历史书中得到许多赞扬，他还是将其归功于芬莱医生，说是芬莱发现了传播黄热病的媒介，以及由此带来的控制该病扩散的可能。瑞德医生常在自己的文章中引用芬莱的论文，他还在其私人信件中给予芬莱以应有的名誉。
1900年，古巴的一位医生兼美国军官罗纳德·伍德（Leonard Wood）将军说道：“对芬莱医生医学原理的证实，是自从爱德华·詹纳发现（天花）疫苗后，医学领域的最伟大的进步。”
1903年，美国政府开始了建设巴拿马运河的工程。在此之前，每年都有大约百分之十的劳动力因疟疾和黄热病而丧失，而芬莱的发现减少了蚊媒疾病的传染事件和大范围的扩散，有力地推动了该工程的建设。

## 后世纪念
在如今的古巴马里亚瑙区有一个注射器形状的称作“方尖碑”（El Obelisco）的纪念碑，即是为了纪念芬莱先生的。此外，古巴政府在1981年时发行了有关芬莱的纪念邮票。在巴拿马城海湾前（他在运河之旁创造了可能），也矗立着一座芬莱的塑像。联合国教科文组织还颁发“卡洛斯·芬莱微生物奖”以纪念他。

## 荣誉
芬莱是哈瓦那皇家科学学会的成员。他能流利地使用法语、德语、西班牙语及英语，还能读懂拉丁文。他兴趣广泛，写了各种各样学科不同的文章，比如麻风、霍乱、重力以及植物疾病。然而，他的主要兴趣仍是黄热病，他也是有关这种疾病的四十篇文章的作者。他认为中间宿主是疾病的肇因，这个理论被人嘲笑了许多年。他是一位仁爱者，常常接诊许多付不起医疗费用的病人。正是由于他的工作，芬莱被诺贝尔生理学或医学奖提名7次。1908年，他荣获法国荣誉军团勋章。

## 逝世
1915年8月，芬莱在古巴哈瓦那的家里因中风去世。